# كنيسة الأقيصر

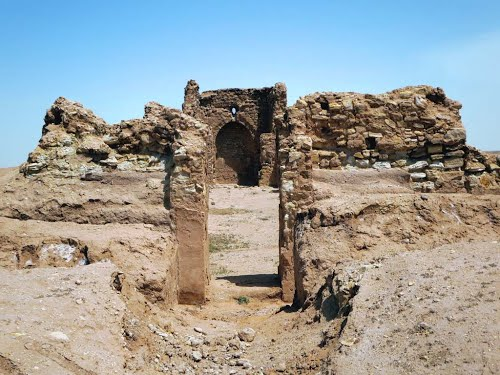
أثار كنيسة الأقيصر

كنيسة الأقيصر أو كنيسة القيصر هي كنيسة أثرية تقع على بعد 70 كم وفي قلب البادية الغربية في محافظة كربلاء وتبعد 5 كم عن حصن الأخيضر ويعود تاريخ بناءها إلى القرن الخامس ميلادي تقع في صحراء قضاء عين تمر و تتميز بوجود كتابات آرامية إضافة إلى ان المذبح يتجه نحو القدس.

## اصل التسمية
وتعود تسمية هذا المكان بالأقيصر إلى تصغير كلمة قصر حيث اشتهرت هذه المنطقة وما يجاورها بكثرة الأبنية الشاخصة التي أطلق عليها اسم قصور مثل (قصر الاخيضر، قصر البردويل، وقصر شمعون)، فسميت بهذه التسمية من قبل السكان المحليين الذين ظنوا بأنها لا تختلف عن الأبنية الأخرى فسموها قصيرا أو أقيصر، فيما يرى بعض المؤرخين إن تسميتها جاءت من (القصر الصغير).

## تاريخ
تشير الأبحاث والآثار والمصادر التاريخية إلى أن هذه الكنيسة بُنيت من قبل الثائرين المسيحيين من الطائفة النسطورية على الكنيسة البيزنطية الذين وجدوا مأمنهم وممارسة حرية طقوسهم وعباداتهم في ظل دولة المناذرة اللخميين (268-633م) التي كانت خاضعة للدولة الساسانية وكانت تدين بالمسيحية. وقد ازدهرت النسطورية في ذلك العهد وساعد على ذلك ترحيب الأكاسرة الساسانيين بهذه الطائفة لأن الساسانيين كانوا يخوضون حروباً مع الرومان الذين يعتنقون الأرثوذكسية.
تبعد الكنيسة عن حصن الأخيضر مسافة خمسة آلاف متر ويعود تاريخ بنائها إلى القرن الثالث الميلادي، أي في عهد أول ملوك المناذرة اللخميين عمرو بن عدي (268-295م) وقد بنيت الكنيسة على شكل مستطيل ومدخلها من الجهة الغربية منها، أما الجهة الشرقية فقد احتوت على حجرة كانت تعلوها قبة، ومن الجنوب منها هناك مدخل صغير يؤدي إلى ثلاث حجرات تُجرى في إحداها مراسيم التعميد والأخرى تسمى بيت الشماسة وفيها يرتدي القسيسون والرهبان لباسهم الديني.
ولا تزال آثار الكتابات الآرامية على جدرانها، إضافة إلى وجود المذبح الذي يتجه نحو القدس وهو مرتفع عن باقي أرضية الكنيسة، وتبلغ مساحة هذا المكان الكلية حوالي أربعة آلاف متر مربع بما فيها المقابر والأبراج والأديرة والخزائن. وتقع خارج سور كنيسة الأقيصر كنيسة أخرى تم اكتشافها وهذه الكنيسة خاصة بمراسيم وطقوس دفن الموتى المسيحيين وتم اكتشاف عشرات القبور التي تتجه مقدماتها إلى القدس، كما توجد قرب الكنيستين العديد من التلول مما يوحي إلى وجود مدينة كاملة كانت قربها، وبعد اكتشاف الكنيسة من قبل بعثة التنقيب كان المسيحون يأتون لزيارتها سنوياً خلال أعياد الميلاد لإقامة القداس فيها رغم فقدان سقوفها من أمد بعيد ولكن جدرانها وإطلالها لا تزال شاخصة.